# WAA-Konflikt zwischen Bayern und Österreich
Der WAA-Konflikt zwischen Bayern und Österreich (in den Medien auch Alpenfehde oder Alpenkrieg genannt) war ein Konflikt zwischen Bayern und Österreich, der seine Ursprünge 1986 hatte, als von Bayern Einreiseverbote gegen Österreicher verhängt wurden, die gegen die  Wiederaufarbeitungsanlage Wackersdorf im bayerischen Landkreis Schwandorf demonstrieren wollten.

## Geschichte

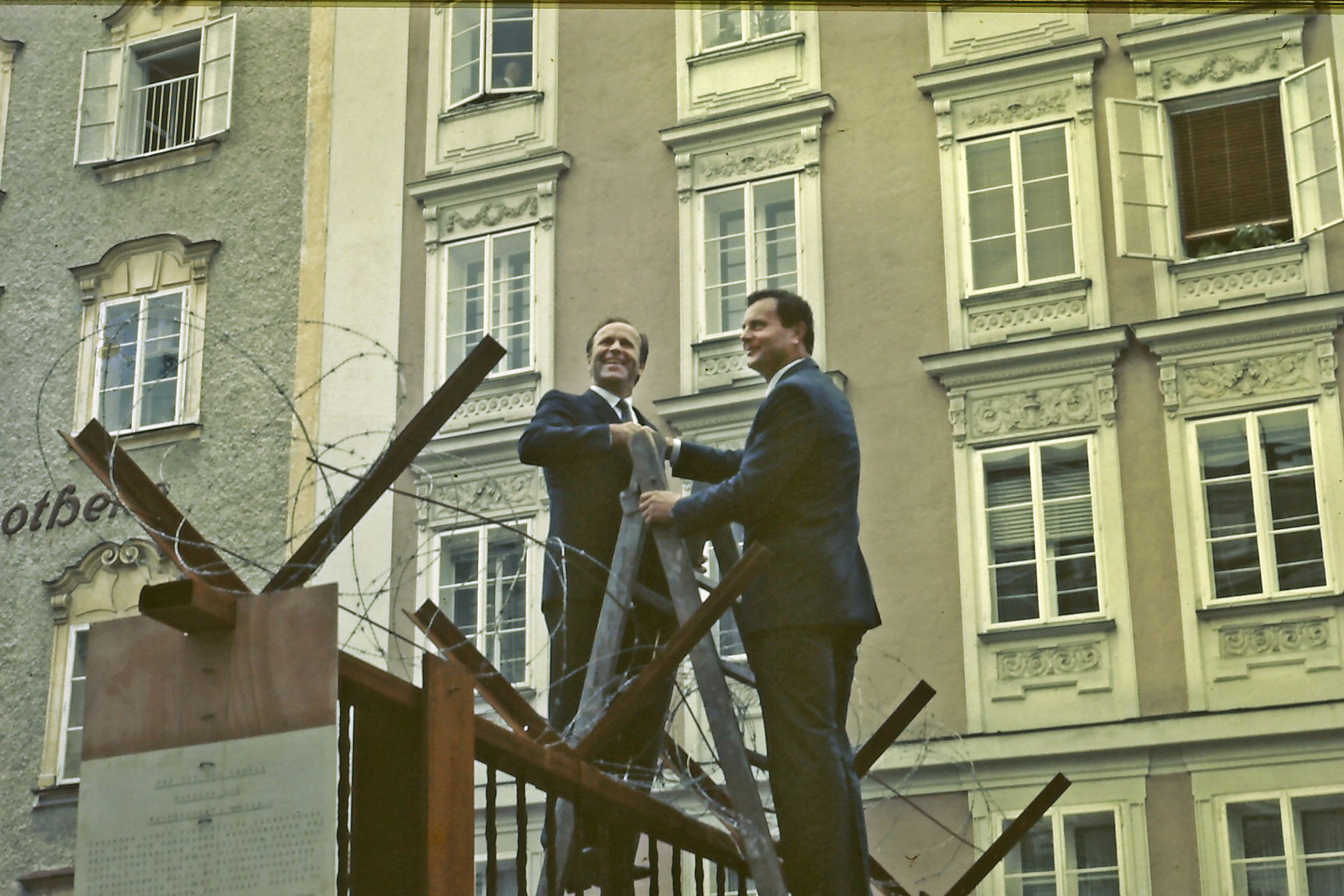
Anti-Atom-Partnerschaft: Hans Schuierer und Josef Reschen 1986 am Alten Markt (Salzburg)

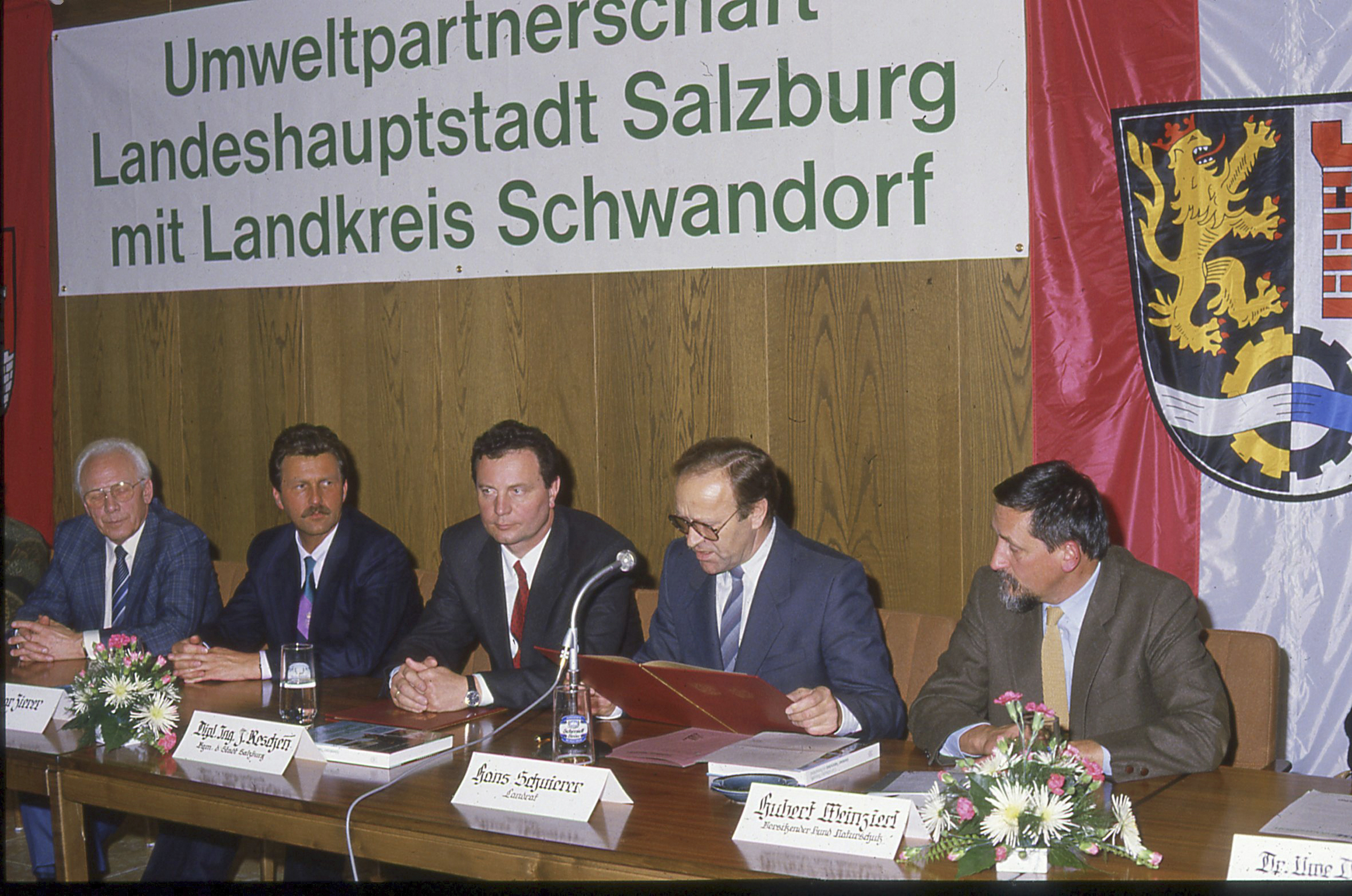
Umweltpartnerschaft Salzburg – Schwandorf (Dietmar Zierer, Josef Reschen, Hans Schuierer, Hubert Weinzierl) 1987

### Einreiseverbote für Demonstranten
Am 27. Juli 1986 schloss die Stadt Salzburg mit dem bayerischen Landkreis Schwandorf im Kampf gegen die Wiederaufarbeitungsanlage Wackersdorf (WAA) eine Anti-Atom-Partnerschaft. Zum Auftakt der Festspielsaison stiegen Bürgermeister Josef Reschen und Landrat Hans Schuierer auf dem Alten Markt auf eine Leiter und besiegelten mit Handschlag über einem vom Salzburger Richard Hörl nachgebildeten WAA-Bauzaunelement die Partnerschaft. Die Regierung der Oberpfalz ließ diese Partnerschaft aufheben, woraufhin Schuierer und Reschen 1987 eine Umwelt-Partnerschaft schlossen. Am 1. Juni 1986 wurden die WAA-Demonstrationen grenzüberschreitend, 3.000 Österreicher wurden auf dem Bahnhof in Schwandorf euphorisch begrüßt. Am 6. September 1988 veranstalteten österreichische WAA-Gegner „Salzburger Protestspiele“ in Regensburg.
Der vehemente Salzburger Widerstand gegen die WAA Wackersdorf, der maßgeblich von der Bürgerinitiative Salzburger Plattform gegen die Wiederaufbereitungsanlage Wackersdorf organisiert wurde, trübte das Verhältnis zwischen dem Land Salzburg und Bayern. Dies belastete auch das Verhältnis zwischen Strauß und dem damaligen Salzburger Landeshauptmann Wilfried Haslauer. In Salzburg wurde 1986 diskutiert, ob man Strauß die Auszeichnung „Träger des Großkreuzes des Ehrenzeichens des Landes Salzburg“ von 1985 aberkennen sollte. Der Salzburger Rupert Reiter wollte Strauß dafür seinen Atom-Saunigl-Orden verleihen. Nachdem Strauß 1986 einem 32 Busse zählenden Salzburger Protestkonvoi zur WAA die Einreise verweigert hatte, wurde er von den Salzburger Festspielen aus- und Schuierer eingeladen. So saß Schuierer bei der Festspielpremiere auf dem Platz von Strauß neben Bundespräsident Waldheim und Landeshauptmann Haslauer. Am 30. Juni 1986 ließ der bayerische Innenminister Karl Hillermeier die Grenzen sperren. Von 2.000 ausländischen Gästen, die in Regensburg gegen die WAA demonstrieren wollten, kamen nur vier (darunter Hildegard Breiner) in Regensburg an. Ein Teil der Österreicher, denen der Grenzübertritt verwehrt wurde, bekam den Passvermerk „Zurückgewiesen“. Schwandorfs Landrat Schuierer kommentierte: „Diese Maßnahme kommt einer Verlegung des Bauzauns an die deutsch-österreichische Grenze gleich.“ Christa Meier warf der CSU eine Völkerrechtsverletzung vor. Der bayerische Innen-Staatssekretär Heinz Rosenbauer erklärte für seinen Chef Hillermeier, dass ein solcher Aufmarsch von „gebietsfremden“ Demonstranten die „politische Willensbildung in der Bundesrepublik stören“ würde und eine „Einmischung in die bayrische Energiepolitik“ nicht geduldet werde. Durch das Einreiseverbot mache sich Innenminister Hillermeier zum „Totengräber der Liberalitas Bavariae“, meinte Hubert Weinzierl vom BUND. Willi Rothley wunderte sich, weil die Österreicher an Bayerns Grenze abgewiesen wurden „wie von einem Ostblockland“ und das Bonner Innenministerium von Friedrich Zimmermann (CSU) keinen Anlass sah, die bayerischen Maßnahmen aufzuheben. Daneben erinnerte Zimmermann, „dass Österreich doch bitte bedenken möge, dass die Wirtschaft beider Nationen eng miteinander verzahnt seien und die meisten Touristen Österreichs aus Deutschland kämen,“ was in Österreich als versteckte Erpressung interpretiert wurde.
Auch am 7. Juni 1986 wurde sieben Bussen mit ca. 400 potentiellen Anti-WAA-Demonstranten die Einreise über Kufstein nach Bayern verweigert, woraufhin die Demonstranten die Autobahn nach Österreich durch Sitzblockaden sperrten.
Der ORF sprach von „Ostblock-Methoden“, Atomkraftgegner kündigten eine Blockade der Straßen für deutsche Urlauber an. Die taz schrieb in der Nachschau, dass der „radioaktive Zerfall der Bürgerrechte“ mit Hausdurchsuchungen, „Prügelorgien“ der Polizei, Demonstrationsverboten und mit Einreisesperren für österreichische Atomkraftgegner eskaliert sei.

### Entwicklung des Konflikts
Bayern überlegte Maßnahmen gegen Österreich im Flugverkehr. Staatsminister Edmund Stoiber wollte z. B. den Luftraum für österreichische Militärmaschinen sperren lassen. Im Juli 1986 wollte Österreichs Vizekanzler Norbert Steger zum Anti-WAAhnsinns-Festival nach Burglengenfeld fahren. Die bayerische Staatsregierung plante, für ihn ein Einreiseverbot zu verhängen, das jedoch von Außenminister Hans-Dietrich Genscher wieder zurückgezogen wurde, Steger fuhr dennoch nicht. 1986 nach dem Reaktorunfall von Tschernobyl beschloss die österreichische Bundesregierung Sinowatz mit Bonn über einen WAA-Verzicht zu verhandeln, weil ein Unfall „ganz Österreich bedrohen“ würde. Die österreichischen Aktivisten waren erprobt im erfolgreichen Kampf gegen das Atomkraftwerk Zwentendorf und argumentierten, Radioaktivität mache „an Staatsgrenzen nicht halt“. Die Proteste aus Österreich wurden von der deutschen Bundesregierung unter Helmut Kohl „abgeschmettert“. Auf einer Sondersitzung des Bundesinnenausschusses erklärte Alfred Sauter (CSU), dass durch die „entschiedenen, erfolgreichen und verhältnismäßigen Maßnahmen“ einer weiteren Zuspitzung in Wackersdorf vorgebeugt worden sei, wohingegen SPÖ und SPD gegen die Grenzsperren protestierten, da dies ein schwerer Eingriff in die europäische Freizügigkeit sei, das Verhältnis zu Österreich „auf das schwerste“ belaste und WAA-Demonstranten kriminalisiert würden. Erich Kiesl und Kurt Biedenkopf versuchten 1986 in einem vertraulichen Gespräch mit dem Salzburger Landeshauptmann und WAA-Gegner Wilfried Haslauer die bayrisch-österreichische WAA-Kontroverse zu entschärfen und bemühten sich um „eine Art Wiedergutmachung für die Töne aus München“.
Mit der Abweisung der ORF-Journalistin Elfriede Geiblinger im Januar 1987 eskalierte der Konflikt weiter. Österreichs Innenminister Karl Blecha sprach von einer „unerhörten und zwischen pluralistischen Staaten nicht gebräuchlichen Vorgangsweise“, und im österreichischen  Außenministerium sah man sogar eine Verletzung von „Geist und Buchstaben der Bestimmungen der KSZE-Schlußakte“ und beauftragte die Botschaft in Bonn mit einer Klärung.
Im Juli 1986 bat Kurt Waldheim den bayerischen Ministerpräsidenten Franz Josef Strauß, angesichts der Anti-Atom-Stimmung in Österreich das Problem Wackersdorf noch einmal zu „überdenken“, was Strauß in einem Brief scharf zurückwies. Nach Ansicht von Strauß wollten gewalttätige Demonstranten den demokratischen Rechtsstaat zerschlagen und es liege auch im Interesse Österreichs, diesen Angriff abzuwehren. Die Proteste Österreichs wertete er als „Einmischung in die inneren Angelegenheiten Bayerns“. Im Februar 1987 protestierten über 1000 WAA-Gegner gegen den Besuch von Strauß beim Wiener Opernball. Atomgegner warfen bei der Eröffnung Flugblätter in den Ballsaal und entrollten ein Transparent, draußen kam es zu einer Straßenschlacht mit der Polizei, eine deutsche Fahne wurde verbrannt und Brandsätze geworfen. Für den harten Polizeieinsatz bei den ersten Protesten rund um den Opernball wurde der damalige Innenminister Karl Blecha von den Grünen scharf kritisiert.
Im April 1987 wollten Bayerns Innenminister August Lang und der Umwelt-Staatssekretär Alois Glück in Salzburg über „Das bayrisch-österreichische Fingerhakeln“ in einer BR-Live-Sendung diskutieren, was ihnen von Strauß untersagt wurde. Strauß meinte, er könne nicht zulassen, „daß bayrische Kabinettsmitglieder im Ausland angepöbelt werden und dann möglicherweise der Diskussion nicht gewachsen sind“.

### Salzburger WAA-Gutachten
In Salzburg wurden mehrere Gutachten zur WAA erstellt. Eine sozialwissenschaftliche Studie zur WAA 1987 warf den Betreibern der WAA Scheinheiligkeit vor und beklagte eine systematische Behinderung oppositioneller Bewegungen ähnlich der McCarthy-Ära. Ein politikwissenschaftliches Gutachten leitete 1988 aus dem Völkerrecht ein Mitsprache- und Mitentscheidungsrecht Österreichs an der WAA ab, hielt diese völkerrechtlich unzulässig und empfahl Österreich, den Internationalen Gerichtshof anzurufen.

## Tondokumente
- Außenminister Gratz antwortet auf scharfe Attacken des BRD-Innenministers Zimmermann und Zusammenhang mit offiziellen österreichischen Anti-Wackersdorf-Bedenken (Mai 1986)[49]
- Wackersdorf Kontroverse: Gratz zu Zimmermann / Wackersdorf Kontroverse: Münchner CSU gegen Strauß' Atompolitik / Wackersdorf Kontroverse: DGB gegen Atom (Mai 1986)[50]
- Bayrische Behörden sperren Grenzen nach Österreich: Kufstein / Kiefersfelden – Moderatorgespräch (Juni 1986)[51]
- Einreiseverbot für österreichische Anti-Wackersdorf-Demonstration nach Bayern (u. a. Innenminister Blecha, Karl-Heinz Hiersemann, Außenminister Jankowitsch) (Juni 1986)[52]
- Wissenschaftsminister Heinz Fischer zu Wackersdorf (Juli 1986)[53]
- Expertengespräch: Gefährlichkeit Wackersdorf (Juli 1986)[54]
- Oberösterreichischer Wackersdorf-Demonstrant bleibt in Haft (Juli 1986)[55] / Urteilsverkündung im Spöttl-„Wackersdorf“-Prozess (August 1986)[56]
- Inlandspresseschau / Auslandspresseschau über Wackersdorf – Diskussion; Interview mit Vizekanzler Steger; Zwei Österreicher in BRD verhaftet (Juli 1986)[57]
- Kontroverse zwischen Österreich und BRD: Bericht vom Anti-Wahnsinns-, Anti-Wackersdorffestival in Burglengenfeld / Bayrischer Staatssekretär Rosenbauer / FPÖ – Generalsekretär Grabher-Meyer / Außenminister Jankowitsch vor seinem Treffen mit Genscher in Salzburg (Juli 1986)[58]
- Demonstrationen an den Grenzen gegen Wackersdorf – Berichte aus Salzburg, Oberösterreich, Vorarlberg (Juli 1986)[59]
- Vizekanzler Steger zu Wackersdorf / Strauß / Genscher; Möllemann zu Strauß-Attacken gegen Genscher (August 1986)[60]
- Ministerrat: Wackersdorf Querelen mit Einblendung von Bundeskanzler Vranitzky (August 1986)[61]
- Österreichisch-bayrische Einreisebeschränkung anno ’86 – BR-Talkshow: Ringelstetter im Gespräch mit Hans Schuierer (Januar 2021)[62]